# Carrigeen
Carrigeen est un village du comté de Kilkenny situé dans la province du Leinster au sud de l’Irlande.